# Jennie Öberg
Eva Jennie Öberg, född 4 november 1989 i Nederluleå församling, Norrbottens län, är en svensk före detta längdåkare. Öberg tävlade för klubben Piteå Elit och det svenska A-landslaget.
Hon tog ett brons i U23-VM i sprint 2011 och hade som bäst en 19:e plats i junior-VM. 
Öberg debuterade i världscupen den 20 november 2010 i Gällivare. Hennes största individuella framgång i världscupsammanhang var en individuell sprintseger den 24 januari 2015 i ryska Rybinsk. Detta var också hennes första pallplats i världscupen.
Öberg vann ett stafettguld i SM i Örebro 2015.
I maj 2020 avslutade Öberg sin skidkarriär.